# Прудкий Микола Петрович
Микола Петрович Прудкий (20 травня 1922, Дударків — 16 липня 1943) — радянський офіцер, Герой Радянського Союзу, в роки радянсько-німецької війни командир розвідувального взводу 203-го танкового батальйону 89-ї танкової бригади 1-го танкового корпусу 11-ї гвардійської армії Західного фронту, лейтенант.

## Біографія
Народився 20 травня 1922 року в селі Дударків (нині Бориспільського району Київської області). Українець. Член КПРС з 1943 року. У 1938 році закінчив неповну середню школу і вступив до Ніжинського технікум механізації сільського господарства.
У 1940 році, після другого курсу, був призваний до лав Червоної Армії і його було направлено на навчання до танкового училища. У боях радянсько-німецької війни з березня 1942 року. Воював у 89-й танковій бригаді командиром розвідувального взводу.
Під час Курської битви (біля села Краснікове Орловської області) був важко поранений, але продовжував бій. Помер у медсанвзводі 16 липня 1943 року.

## Нагороди, пам'ять

Погруддя у Борисполі

Погруддя у Дударкові

Дошка у Дударкові

Указом Президії Верховної Ради СРСР від 4 червня 1944 року за мужність і героїзм, проявлені в боях з німецько-фашистськими загарбниками в дні Курського битви лейтенанту Миколі Петровичу Прудкому посмертно присвоєно звання Героя Радянського Союзу.
Нагороджений орденом Леніна, орденом Вітчизняної війни 1-го ступеня, медалями.
На місці бою на честь Героя встановлений обеліск. В Борисполі на Алеї Героїв встановлене погруддя Миколи Прудкого.